# Port serial
Portul serial sau interfață serială, cunoscut și sub numele de RS-232, este un port de comunicare al calculatoarelor folosit pentru conectarea unor periferice cum ar fi mouse, modem, imprimantă, scaner, microcontroler, și alte echipamente hardware. Porturile seriale sunt folosite și pentru conectarea a două sisteme de calcul într-o rețea peer-to-peer. 
Spre deosebire de portul paralel, în cazul portului serial există o singură linie de date, prin care se poate transmite un singur bit la un moment dat. Din acest motiv cât și  modului mai complex de gestiune a comunicației, viteza interfeței seriale este sensibil mai mică decât cea a interfeței paralele. În schimb, portul serial a fost proiectat de la început pentru comunicații bidirecționale.
Sistemele de operare creează de obicei nume simbolice pentru porturile seriale. Calculatoarele IBM PC permiteau utilizarea a două porturi seriale, COM1 și COM2. Ulterior, numărul porturilor a fost extins cu încă două, COM3 și COM4. Începând cu sistemul de operare Windows 95, numărul porturilor seriale a fost extins la 128. Unix, etichetează de obicei dispozitivele de port serial /dev/tty*. Aceste porturi sunt gestionate cu ajutorul driverelor de dispozitiv care le controlează și pot fi accesate din programul BIOS al calculatoarelor. 
Porturile seriale sunt încă utilizate în diverse aplicații și domenii deoarece sunt simple, ieftine și necesită foarte puțin software de suport din sistemul gazdă. Aceste aplicații includ sisteme de automatizare industrială, instrumente științifice, servere, echipamente de rețea (router și switch).

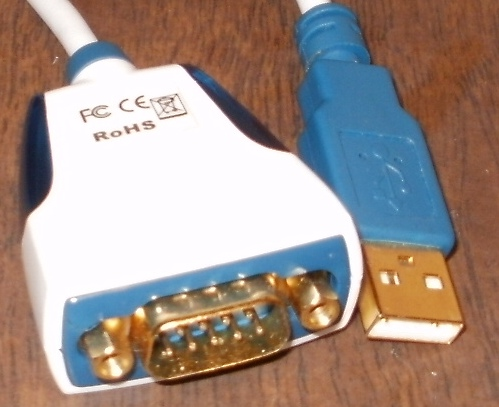
Un convertor USB - port serial compatibil RS-232

Calculatoarele moderne permit standarde de comunicare seriale mai rapide și mai complexe, cum ar fi USB și FireWire, pentru a înlocui RS-232. Computerele fără porturi seriale necesită adaptoare USB-serial pentru a avea compatibilitate cu dispozitivele seriale RS-232. 
Serial RS232 port, also known as a COM port, serial line or RS-232 is one of the oldest computer interface. It can be found in many industrial and consumer devices. Until recently, the serial port is equipped with a RS232 in most desktops and on laptops. 
The downside is a short convertor RS232 maximum cable length - according to only 15 meters (renewable), low noise immunity and risk of ground loops (connecting two devices powered from different potentials may be damaged or destroyed equipment). 

## Caracteristici
Interfața serială utilizează atât semnale pentru transmisia și recepția datelor, cât și
semnale pentru controlul fluxului de date între un echipament terminal de date (DTE), cum ar fi un calculator și un echipament pentru comunicația de date (DCE), un modem.

### Conectori

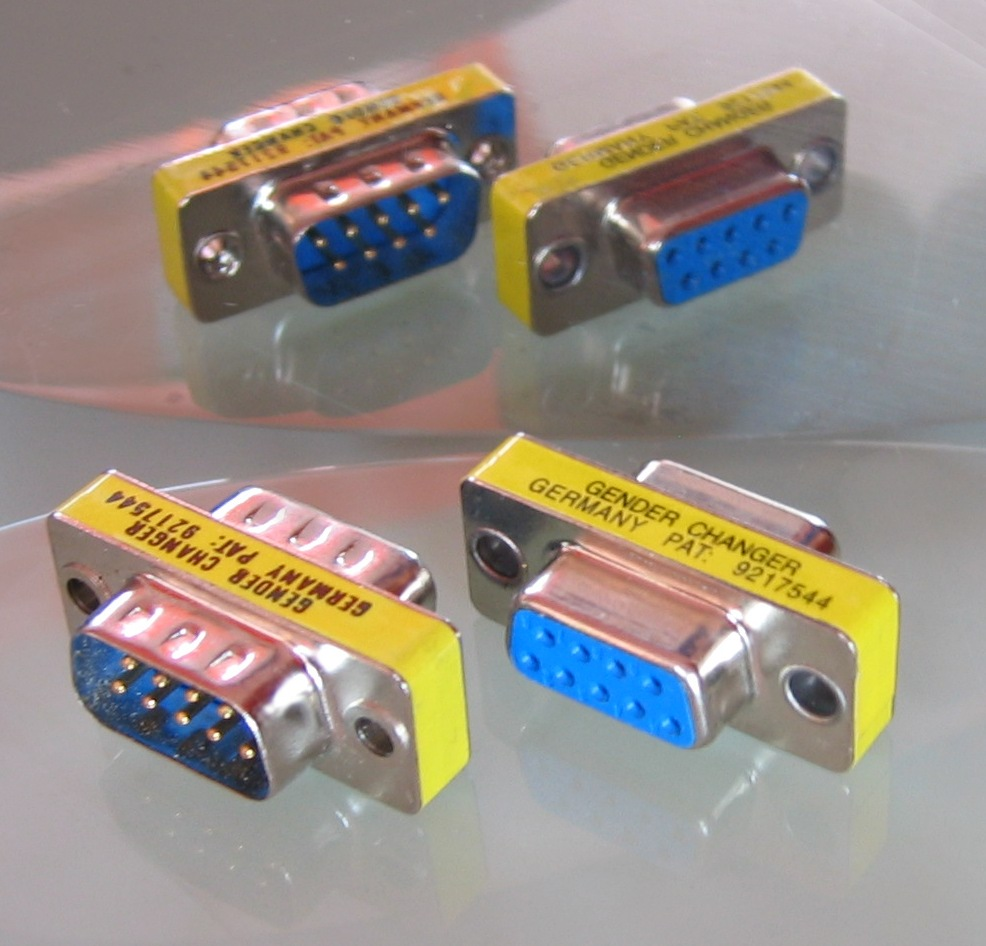
Conectori DB-9 tată (stînga) și mamă (dreapta)

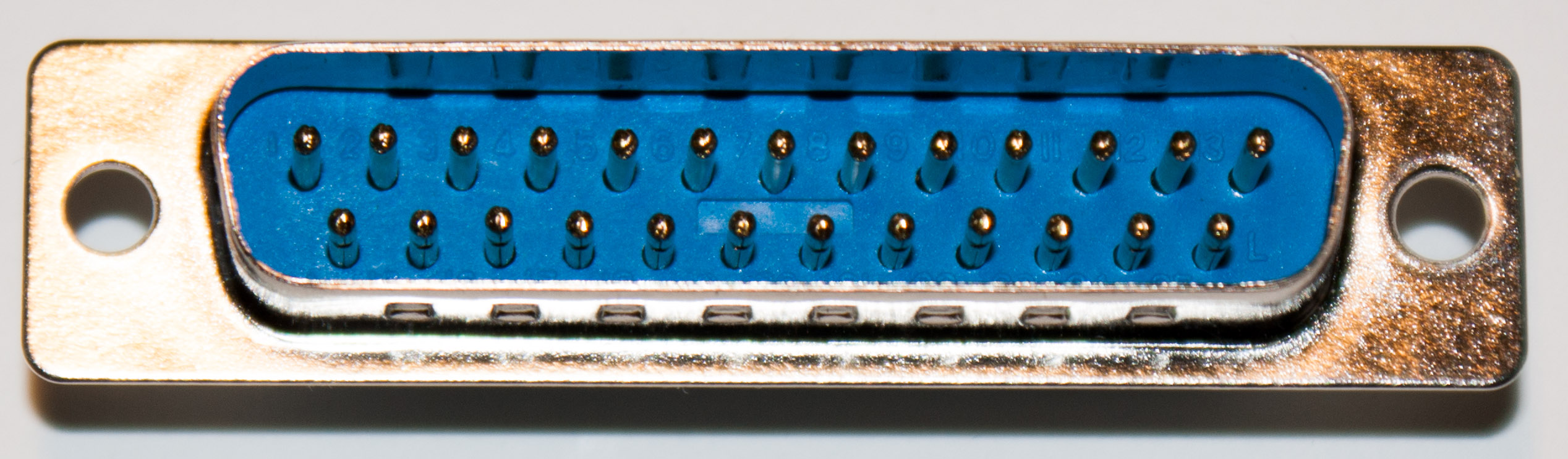
DB-25 tată

Porturile seriale pot utiliza unul din două tipuri de conectori. Conectorul DB-25 (25
pini) a fost utilizat la calculatoarele din generațiile anterioare. Pentru a se reduce spațiul ocupat, conectorul DB-25 a fost înlocuit cu un conector de dimensiuni mai reduse DB-9,  cu 9 pini. Calculatoarele mai noi utilizează acest conector DB-9 cu 9 pini. Pentru porturile seriale ale calculatoarelor se utilizează conectori tată, iar pentru porturile seriale ale echipamentelor periferice se utilizează conectori mamă.
Computerele Macintosh timpurii au adoptat standardul RS-422 asociat cu acest standard pentru conectori.

### Rata de transfer
Ratele de biți acceptate în mod obișnuit includ 75, 110, 300, 600, 1200, 2400, 4800, 9600, 19200, 38400, 57600, 115200, mai rar 230400, 256000, 460800 bps. 

### Circuite UART
Componenta principală a unui port serial este un circuit UART (Universal Asynchronous Receiver-Transmitter). UART este în esență un chip care condiționează datele care intră și ies din porturile seriale, cum ar fi terminalul de port serial RS232 al computerului. Fiecare computer conține un UART pentru a gestiona porturile seriale, iar unele modemuri interne au propriile UART-uri. Acest circuit realizează conversia datelor paralele de la calculator în formatul necesar pentru transmisia serială și conversia datelor seriale recepționate în formatul paralel utilizat de calculator. Circuitul adaugă bitul de start, bitul de stop și bitul de paritate la datele seriale transmise și detectează acești biți în cadrul datelor seriale recepționate. Seria de chipuri 16550 a fost UART-ul cel mai frecvent utilizat

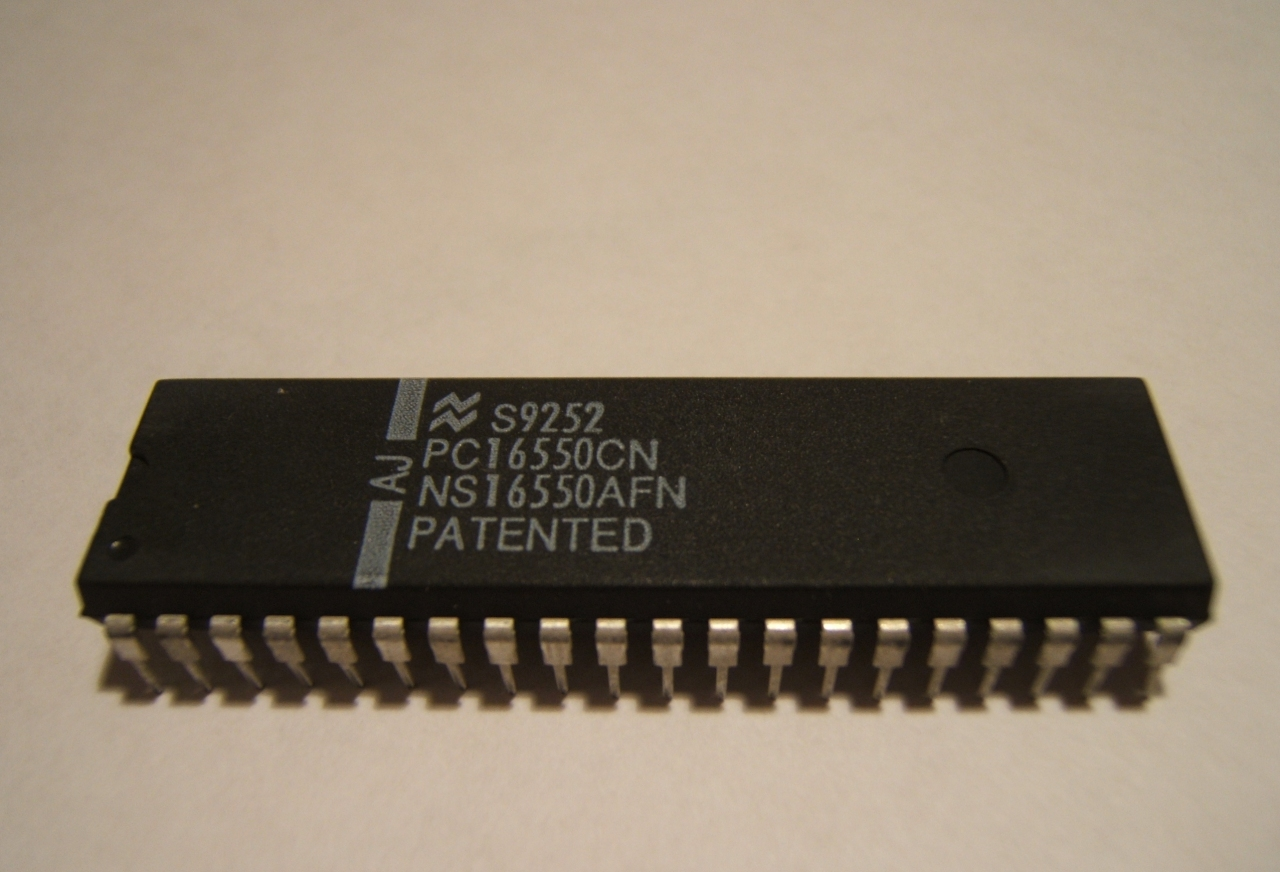
Un chip UART NS16550

Calculatoarele IBM PC și calculatoarele IBM PC/XT au utilizat circuite UART din familia 8250. Începând cu primele sisteme de 16 biți, a fost utilizat circuitul UART 16450, produs de firma National Semiconductor. Acest circuit este compatibil cu circuitele din familia 8250 la nivelul registrelor, dar permite comunicația cu viteze mai ridicate.
La calculatoarele IBM PS/2 a fost utilizat circuitul UART 16550, care a fost adoptat și pentru sistemele bazate pe procesorul Intel 80386 și următoarele. Circuitul 16550 funcționează similar cu circuitele 8250 și 16450, dar conține în plus câte o memorie FIFO de 16 octeți pentru transmisie și recepție. Această memorie permite viteze de comunicație superioare față de vitezele permise de circuitele anterioare. Începând cu sistemele bazate pe procesorul Pentium, circuitul UART 16550 a fost inclus în setul de circuite de pe placa de bază. Versiuni îmbunătățite ale circuitului UART 16550 sunt 16650, 16750 și 16850.

## Exemple de interfețe seriale
- CAN: magistrală serială utilizată în industria de automobile
- Ethernet
- Fibre Channel
- FireWire
- HyperTransport
- InfiniBand: interfață de mare viteză, comparată cu Ethernet și Fibre Channel
- I²C: utilizată între circuite integrate
- MIDI: controlul instrumentelor muzicale și al computerelor
- PCI Express
- Serial ATA
- SpaceWire: comunicații full duplex punct-la-punct în nave spațiale
- SPI: interfață sincronă de mare viteză, ce operează în mod full duplex.
- SONET: transmisii prin fibră optică de mare viteză folosind laser
- USB